# Эрми, Ли
Ро́нальд Ли Э́рми (англ. Ronald Lee Ermey [ɑːr liː ˈɜːrmi]; 24 марта 1944 — 15 апреля 2018) — американский военнослужащий, отставной инструктор по строевой подготовке корпуса морской пехоты США, участник Вьетнамской войны, комиссован после нескольких ранений, позднее — актёр, актёр озвучивания, телеведущий цикла передач на военную и оружейную тематику.

## Биография
Родился в городе Эмпория, штат Канзас, и вместе с пятью своими братьями вырос на ферме за пределами Канзас-Сити, штат Канзас. В 1958 году, когда Эрми было 14, семья переехала в Топпениш, штат Вашингтон. Подростком Эрми часто имел проблемы с полицией, и в 17 лет дважды подвергался аресту за хулиганство. После второго ареста судья поставил его перед выбором: или он отправляется в тюрьму, или идёт в вооружённые силы. Эрми выбрал второе и попросился служить во флоте, но на флот его не взяли из-за судимости. Однако на призывном пункте их городка дежурил сержант морской пехоты (выросший на ферме Эрми не представлял себе, что это такое вообще). Зайдя в кабинет к нему, юный Эрми обнаружил того закинувшим ногу на ногу и читавшим журнал «Mad». Сержант отложил журнал, встал и, указав на косяк над дверным проёмом, сказал: «Цепляйся за этот брус, поглядим, сколько раз тебе удастся подтянуться». Эрми подтянулся восемнадцать раз, после чего сержант сказал: «Хватит. Выходя, распишись здесь, малыш», — указав на бланк анкеты новобранца.
В 1961 году в возрасте 17 лет он вступил в ряды корпуса морской пехоты США и 2 года (1965—1967) прослужил в должности инструктора по строевой подготовке в лагере подготовки новобранцев в Сан-Диего и в лагере на Пэррис-Айленд, штат Южная Каролина. В 1968 году отправился во Вьетнам, где прослужил 14 месяцев в 17-й группе авиационной поддержки. В дальнейшем продолжил службу на Окинаве, где дослужился до штаб-сержанта (ранг Е-6).
В 1972 году был комиссован по ранениям, полученным в течение службы. 17 мая 2002 года комендант корпуса морской пехоты Джеймс Л. Джонс произвёл Эрми в звание комендор-сержанта (ранг Е-7), в знак признания исполненной им роли комендор-сержанта Хартмана в фильме «Цельнометаллическая оболочка». Таким образом, Эрми стал первым в американской истории отставным военным, которого повысили в звании, и первым отставным военным, повышенным в звании за исполненную им антагонистическую роль второго плана в антивоенном художественном фильме (беспрецедентный случай не только в американской военной истории, но и в практике присвоения воинских званий вообще).
Женившись в 1975 году, стал отцом четырёх детей.
Последние годы жизни работал официальным лицом компании «Глок», регулярно появляясь в рекламе фирменной продукции и выступая ведущим в спонсируемой «Глоком» авторской программе на оружейную тематику, периодически также выступая на различных публичных мероприятиях в защиту второй поправки.
Утром 15 апреля 2018 года умер от осложнений пневмонии в госпитале в городе Санта-Моника, штат Калифорния, в возрасте 74 лет. Его прах захоронен 18 января 2019 года на Арлингтонском национальном кладбище.

## Кинокарьера

Ли Эрми на дне рождения Корпуса в ноябре 2006 года

Свою первую кинороль Эрми исполнил в военной драме 1978 года «Парни из роты С». В тот период он учился в университете Манилы, куда поступил благодаря льготам для военных. Его игра в этом фильме произвела впечатление на Стэнли Кубрика. В культовом фильме Фрэнсиса Форда Копполы «Апокалипсис сегодня» Эрми совмещал исполнение эпизодической роли пилота вертолёта с работой военно-технического консультанта.
В 1987 году Ли Эрми получил широкую известность, сыграв сурового инструктора новобранцев сержанта Хартмана в фильме «Цельнометаллическая оболочка». Первоначально Эрми был только техническим консультантом. Однако режиссёр Кубрик взял его на роль Хартмана после того, как Эрми дополнил эту роль несколькими высказываниями. Кубрик очень хотел большей реалистичности для своего фильма, поэтому для Эрми не прописывали речь и он импровизировал прямо на ходу. Позднее Кубрик назвал Эрми отличным исполнителем, которому нужно всего два-три дубля на сцену, что также необычно для Кубрика.
Эта работа была отмечена номинацией на «Золотой глобус» за лучшую мужскую роль второго плана (награда в тот год досталась Шону Коннери за фильм «Неприкасаемые»).
Фильмография актёра насчитывает около шестидесяти фильмов.
Эрми принял участие в нескольких турах в целях поднятия духа военнослужащих, посетив авиабазу в Баграме (Афганистан) и базу в Дохе (Катар) (в 2003 году), где он продемонстрировал перед военными фрагменты телешоу Mail Call и сыграл роль Хартмана в комедийном шоу.

## Избранная фильмография
| Год       |    | Русское название                                        | Оригинальное название                                | Роль                                 |
| --------- | -- | ------------------------------------------------------- | ---------------------------------------------------- | ------------------------------------ |
| 1979      | ф  | Апокалипсис сегодня                                     | Apocalypse Now                                       | пилот вертолёта                      |
| 1987      | ф  | Цельнометаллическая оболочка                            | Full Metal Jacket                                    | комендор-сержант Хартман             |
| 1987      | с  | Полиция Майами                                          | Miami Vice                                           | Эрнест Хаскелл                       |
| 1988      | ф  | Миссисипи в огне                                        | Mississippi Burning                                  | мэр Тилман                           |
| 1989      | ф  | Осада базы «Глория»                                     | The Siege of Firebase Gloria                         | Билл Хафнер / рассказчик             |
| 1989      | ф  | Флетч жив                                               | Fletch Lives                                         | Джимми Ли Фарнсуорт                  |
| 1989      | с  | Чайна-Бич                                               | China Beach                                          | полковник Бастер Дарлинг             |
| 1990      | ф  | Мальчишка                                               | Kid                                                  | Люк                                  |
| 1991      | ф  | Игрушечные солдатики                                    | Toy Soldiers                                         | генерал Крамер                       |
| 1991      | ф  | Смена личности                                          | True Identity                                        | начальник Хьюстона                   |
| 1992      | с  | Улицы Правосудия                                        | Street Justice                                       | специальный агент Ландау             |
| 1993      | ф  | Соммерсби                                               | Sommersby                                            | Дик Мид                              |
| 1993      | ф  | Похитители тел                                          | Body Snatchers                                       | генерал Платт                        |
| 1993      | с  | Приключения Бриско Каунти-младшего                      | The Adventures of Brisco County Jr.                  | Бриско Каунти-старший                |
| 1994      | ф  | В смертельной зоне                                      | On Deadly Ground                                     | Стоун                                |
| 1994      | ф  | Голый пистолет 33⅓: Последний выпад                     | Naked Gun 33⅓: The Final Insult                      | охранник                             |
| 1994      | ф  | Любовь — это оружие                                     | Love Is A Gun                                        | Фрэнк Дикон                          |
| 1994      | с  | Байки из склепа                                         | Tales from the Crypt                                 | шериф                                |
| 1995      | ф  | Убийство первой степени                                 | Murder In The First                                  | судья Клоусон                        |
| 1995      | в  | Сават                                                   | Savate                                               | Бенедикт                             |
| 1995      | ф  | Семь                                                    | Seven                                                | капитан полиции                      |
| 1995      | ф  | Покидая Лас-Вегас                                       | Leaving Las Vegas                                    | организатор конференции              |
| 1995      | с  | Космос: Далёкие уголки                                  | Space: Above And Beyond                              | сержант-майор Бугус                  |
| 1995      | мф | История игрушек                                         | Toy Story                                            | Сержант                              |
| 1995      | ки | —                                                       | Toy Story                                            | Сержант                              |
| 1995      | с  | Секретные материалы                                     | The X-Files                                          | преподобный Патрик Финдли            |
| 1995      | ф  | Мертвец идёт                                            | Dead Man Walking                                     | Клайд Перси                          |
| 1995—2015 | мс | Симпсоны                                                | The Simpsons                                         | полковник Лесли Хапаблад             |
| 1996      | ф  | Страшилы                                                | The Frighteners                                      | покойный мастер-сержант Хайлс        |
| 1997      | ф  | Префонтейн                                              | Prefontaine                                          | Билл Бауэрман                        |
| 1997      | с  | Военно-юридическая служба                               | JAG                                                  | сержант-майор Сауэр                  |
| 1997      | ф  | Американские горки                                      | Switchback                                           | шериф Бак Олмстед                    |
| 1997      | мс | Крутые бобры                                            | Angry Beavers                                        | сержант Гунтер                       |
| 1997      | ф  | Звёздный десант                                         | Starship Troopers                                    | голос по громкоговорителю            |
| 1998      | мс | Все псы попадают в рай                                  | All Dogs Go to Heaven: The Series                    | сержант Йорки                        |
| 1999      | ф  | Пожизненно                                              | Life                                                 | старший шериф Пайк                   |
| 1999      | мф | История игрушек 2                                       | Toy Story 2                                          | Сержант                              |
| 1999      | ки | —                                                       | Toy Story 2: Buzz Lightyear to the Rescue            | Сержант                              |
| 2000      | ф  | Детям до шестнадцати                                    | Skipped Parts                                        | сенатор Каспар Каллахан              |
| 2000      | мф | Базз Лайтер из звёздной команды: Приключения начинаются | Buzz Lightyear of Star Command: The Adventure Begins | Сержант                              |
| 2001      | ф  | Стерва                                                  | Saving Silverman                                     | тренер Нортон                        |
| 2001      | ки | —                                                       | Fallout Tactics: Brotherhood of Steel                | генерал Саймон Барнаки               |
| 2001      | ф  | Мнения сторон                                           | Taking Sides                                         | генерал Уоллес                       |
| 2001      | ки | —                                                       | Crash Bandicoot: The Wrath of Cortex                 | Ва-Ва                                |
| 2001—2011 | мс | Гриффины                                                | Family Guy                                           | надзиратель / тренер                 |
| 2002      | ф  | Море Солтона                                            | The Salton Sea                                       | Верн Пламмер                         |
| 2002      | с  | Клиника                                                 | Scrubs                                               | отец Уборщика                        |
| 2002      | мс | Захватчик Зим                                           | Invader Zim                                          | сержант Хобо 678                     |
| 2003      | ф  | Уиллард                                                 | Willard                                              | мистер Мартин                        |
| 2003      | мс | Ракетная мощь                                           | Rocket Power                                         | Мэдисон                              |
| 2003      | ф  | Техасская резня бензопилой                              | The Texas Chainsaw Massacre                          | шериф Хойт                           |
| 2003      | мс | Ким Пять-с-плюсом                                       | Kim Possible                                         | генерал Симс / дополнительные голоса |
| 2004      | мс | Ужасные приключения Билли и Мэнди                       | The Grim Adventures of Billy and Mandy               | сержант                              |
| 2004      | мс | Отец прайда                                             | Father of the Pride                                  | Банни                                |
| 2005      | мс | Жизнь и приключения робота-подростка                    | My Life as a Teenage Robot                           | сержант                              |
| 2005      | ф  | Крутой и цыпочки                                        | Man of the House                                     | капитан Николс                       |
| 2005—2008 | с  | Доктор Хаус                                             | House, M.D.                                          | Джон Хаус                            |
| 2006      | ф  | Люди Икс: Последняя битва                               | X-Men: The Last Stand                                | сержант                              |
| 2006      | мф | Наживка для акулы                                       | Shark Bait                                           | Джек                                 |
| 2006      | ф  | Техасская резня бензопилой: Начало                      | Texas Chainsaw Massacre: The Beginning               | шериф Хойт / Чарли Хьюитт            |
| 2007      | мс | Губка Боб Квадратные Штаны                              | SpongeBob SquarePants                                | надзиратель                          |
| 2008      | ф  | Солнцестояние                                           | Solstice                                             | Леонард                              |
| 2008      | с  | В последний миг                                         | Eleventh Hour                                        | Боб Хенсон                           |
| 2009—2011 | мс | Бэтмен: Отважный и смелый                               | Batman: The Brave And The Bold                       | Дикий Кот                            |
| 2010      | мф | История игрушек: Большой побег                          | Toy Story 3                                          | Сержант                              |
| 2010      | с  | Закон и порядок: Специальный корпус                     | Law & Order: Special Victims Unit                    | Уолтер Берлок                        |
| 2012      | ф  | Дружинники                                              | The Watch                                            | Манфред                              |
| 2012—2015 | мс | Кунг-фу панда: Удивительные легенды                     | Kung Fu Panda: Legends of Awesomeness                | генерал Цин                          |
| 2013      | ки | —                                                       | Call of Duty: Ghosts                                 | инструктор по строевой подготовке    |

## Награды
После своего увольнения со службы Эрми задним числом получил ленточку строевого инструктора морской пехоты поскольку служил инструктором по подготовке рекрутов. Эрми получил следующие награды:
|  |  |  |  |  |  |
|  |  |  |  |  |  |
|  |  |  |  |  |  |
|  |  |  |  |  |  |

| 1-й ряд | Похвальная благодарность армейской воинской части       | Похвальная благодарность армейской воинской части       | Похвальная благодарность армейской воинской части       | Похвальная благодарность армейской воинской части       | Медаль «За безупречную службу» с двумя бронзовыми 3/16 дюймовыми звёздами за службу | Медаль «За безупречную службу» с двумя бронзовыми 3/16 дюймовыми звёздами за службу | Медаль «За безупречную службу» с двумя бронзовыми 3/16 дюймовыми звёздами за службу | Медаль «За безупречную службу» с двумя бронзовыми 3/16 дюймовыми звёздами за службу | Медаль «За службу национальной обороне»                      | Медаль «За службу национальной обороне»                      | Медаль «За службу национальной обороне»                      | Медаль «За службу национальной обороне»                      |
| 2-й ряд | Медаль экспедиционных вооружённых сил                   | Медаль экспедиционных вооружённых сил                   | Медаль экспедиционных вооружённых сил                   | Медаль экспедиционных вооружённых сил                   | Медаль «За службу во Вьетнаме» с одной серебряной 3/16 дюймовой звездой за службу   | Медаль «За службу во Вьетнаме» с одной серебряной 3/16 дюймовой звездой за службу   | Медаль «За службу во Вьетнаме» с одной серебряной 3/16 дюймовой звездой за службу   | Медаль «За службу во Вьетнаме» с одной серебряной 3/16 дюймовой звездой за службу   | Marine Corps Drill Instructor Ribbon                         | Marine Corps Drill Instructor Ribbon                         | Marine Corps Drill Instructor Ribbon                         | Marine Corps Drill Instructor Ribbon                         |
| 3-й ряд | Крест «За храбрость» с пальмовым листом (Южный Вьетнам) | Крест «За храбрость» с пальмовым листом (Южный Вьетнам) | Крест «За храбрость» с пальмовым листом (Южный Вьетнам) | Крест «За храбрость» с пальмовым листом (Южный Вьетнам) | Благодарность президента Вьетнама (Южный Вьетнам)                                   | Благодарность президента Вьетнама (Южный Вьетнам)                                   | Благодарность президента Вьетнама (Южный Вьетнам)                                   | Благодарность президента Вьетнама (Южный Вьетнам)                                   | Медаль вьетнамской кампании (Южный Вьетнам) с пряжкой «1960» | Медаль вьетнамской кампании (Южный Вьетнам) с пряжкой «1960» | Медаль вьетнамской кампании (Южный Вьетнам) с пряжкой «1960» | Медаль вьетнамской кампании (Южный Вьетнам) с пряжкой «1960» |
| Пряжки  | Rifle Marksmanship Badge                                | Rifle Marksmanship Badge                                | Rifle Marksmanship Badge                                | Rifle Marksmanship Badge                                | Rifle Marksmanship Badge                                                            | Rifle Marksmanship Badge                                                            | Pistol Sharpshooter Badge                                                           | Pistol Sharpshooter Badge                                                           | Pistol Sharpshooter Badge                                    | Pistol Sharpshooter Badge                                    | Pistol Sharpshooter Badge                                    | Pistol Sharpshooter Badge                                    |

|  | Две Service stripe |

### Комментарии
1. ↑  Занимал пост коменданта с 1999 по 2003 год